# Microcaecilia
Microcaecilia és un gènere d'amfibis gimnofions de la família Caeciliidae que conté les següents espècies.

## Taxonomia
- Microcaecilia albiceps (Boulenger, 1882)
- Microcaecilia rabei Roze et Solano, 1963
- Microcaecilia supernumeraria Taylor, 1969
- Microcaecilia taylori Nussbaum et Hoogmoed, 1979
- Microcaecilia unicolor (Duméril, 1863)